# هوگو بتینگ
هوگو بتینگ (انگلیسی: Hugo Betting؛ ۲۵ ژانویه ۱۸۸۰ – مارس ۱۹۳۰) بازیکن راگبی ۱۵ نفره اهل آلمان بود.
از باشگاه‌هایی که در آن بازی کرده‌است می‌توان به باشگاه فوتبال اشتوتگارت اشاره کرد.
وی در مسابقات کشوری و بین‌المللی در مجموع برندهٔ ۱ مدال نقره شده‌است.